# Paul François Velly
Paul François Velly (1709-1759) fue un historiador y jesuita francés. Sus obras más notables y recordadas son:
- Histoire de France depuis l'établissement de la monarchie jusqu'à Louis XIV en sept volumes, obra que dejó inacabada, y que fue terminada por otros dos autores: Claude Villaret y Jean-Jacques Garnier (1729-1805), publicada en París en 1770.

- Atlas historique de la France ancienne et moderne illustrant « les conquêtes, les pertes et les succès de la nation »… denominado Atlas de Velly & Villaret ilustrado con 60 mapas en color – publicado en 1765.[1]